# Aeschynomene rehmannii
Aeschynomene rehmannii är en ärtväxtart som beskrevs av Schinz. Aeschynomene rehmannii ingår i släktet Aeschynomene och familjen ärtväxter. Inga underarter finns listade i Catalogue of Life.